# Ian Bostridge
Ian Bostridge, né le 25 décembre 1964 à Londres, est un ténor anglais. Il est connu aussi bien comme chanteur d'opéra que pour ses récitals de chant.

## Discographie
- Britten : Winter Words, Michelangelo Sonnets, Six Hölderlin Fragmente, Who are These Children, Songs from the Chinese avec Antonio Pappano (EMI Classics, 2013)
- Adès : The Tempest (EMI Classics, 2009)
- Great Handel avec Harry Bickett (EMI Classics, 2007)
- Schubert: Lieder and Sonata avec Leif Ove Andsnes (EMI Classics, 2007)
- Wolf Lieder avec Antonio Pappano (EMI Classics, 2006)
- Britten: Les Illuminations, Serenade, Nocturne avec Simon Rattle (EMI Classics, 2005)
- Schubert: 25 Lieder avec Julius Drake (EMI Classics, 2005)
- Wagner: Tristan und Isolde avec Antonio Pappano (EMI Classics, 2005)
- Schubert: die Schöne Müllerin avec Mitsuko Uchida (EMI Classics, 2005)
- Schubert: Lieder and Sonata No.21 avec Leif Ove Andsnes (EMI Classics, 2005)
- Schubert: Winterreise avec Leif Ove Andsnes (EMI Classics, 2004)
- Monteverdi: L'Orfeo avec Emmanuelle Haïm (Virgin Classics, 2004)
- Purcell: Dido and Aeneas avec Emmanuelle Haïm (Virgin Classics, 2003)
- Vaughan Williams: On Wenlock Edge avec Bernard Haitink (EMI Classics, 2003)
- Schubert: Lieder and Sonata D850 avec Leif Ove Andsnes (EMI Classics, 2003)
- Mozart: Die Entfürung aus dem Serail avec William Christie (Erato, 1997)
- Mozart: Idomeneo avec Charles Mackerras (EMI Classics, 2002)
- Britten : Canticles & Folksongs avec Julius Drake (Virgin Classics, 2002)
- Britten : Turn of the Screw avec Daniel Harding (Virgin Classics, 2002)
- Schubert: Lieder volume II avec Julius Drake (EMI Classics, 2001)
- Bach: Cantatas and Arias avec Fabio Biondi (Virgin Classics, 2000)
- Haendel: L'Allegro, il Penseroso ed il Moderato avec John Nelson (Virgin Classics, 2000)
- The English Songbook avec Julius Drake (EMI Classics, 1999)
- Schumann: Liederkreis & Dichterliebe etc. avec Julius Drake (EMI Classics, 1998)
- Schubert: Lieder volume I avec Julius Drake (EMI Classics, 1998)
- Nyman: Noises, Sounds and Sweet Airs avec Dominique Debart (Argo, 1995)
- Bach: St. Matthew Passion (Evangelist) avec Philippe Herreweghe (Harmonia Mundi, 1999)
- Stravinsky: Sacred Choral Works avec Reinbert de Leeuw (Philips Classics, 1999)